# Ндженга, Даниэль
Даниэль Ндженга — кенийский марафонец.
Первого международного успеха добился в 1995 году, когда стал победителем на дистанции 3000 метров с препятствиями на летней Универсиаде. В этом же году выиграл Тибский международный кросс. Дебют в марафоне состоялся в 1999 году на Момбаском марафоне, где занял четвёртое место. На Чикагском марафоне 2002 года занял второе место с результатом 2:06:16 — это было третье время в марафоне за 2002 год. Победитель Токийского международного марафона 2004 и 2007 года. В 2009 году выиграл Хоккайдский марафон с результатом 2:12:03.